# モスクワ動物園
モスクワ動物園（モスクワどうぶつえん）は、ロシアモスクワ市に存在する動物園。

## 概要
1864年に開業したロシア最古の動物園。通りを挟んで、旧園と新園に分かれている。入場料金は、大人100ルーブル、子供は無料。
初代園長は、農業学校の校長も務めた経験があるКалиновский, Яков Николаевич。整備は、建築士のКампиони, Пётр Сантиновичが行った。

## ジャイアントパンダの飼育
1960年代、中ソ対立が深刻化する以前に中華人民共和国からジャイアントパンダの寄贈を受け、長らく飼育していたことで知られている（同時期にパンダを飼育していた中国国外の動物園はロンドン動物園と合わせて2園のみ）。1970年に創刊された日本の女性誌An・anは、モスクワ動物園のパンダの名前が由来である。2019年には中露の友好ムードを受けて中国からジャイアントパンダの「如意」と「丁丁」が贈られた。

## アクセス
- モスクワ地下鉄環状線クラスノプレスネンスカヤ駅
- モスクワ地下鉄7号線バリカドナヤ駅